# Yasmin
Yasmin Zarine Shahmir (Londres, 21 de Dezembro de 1988), que se apresenta sob o monónimo Yasmin, é uma cantora, compositora e disc jockey DJ britânica. Ela assinou um contracto discográfico com a editora Levels Entertainment, uma marca da Ministry of Sound, e começou a sua carreira como cantora em Outubro de 2010, quando apareceu no single "Runaway" do rapper Devlin. Seu single de estreia, "On My Own", foi lançado a 30 de Janeiro de 2011.

## Discografia
Singles
- 2011 — "On My Own"
- 2011 — "Finish Line"
- 2012 — "Light Up (The World)" (com participação de Shy FX e Ms. Dynamite)